# Favelas de Río de Janeiro

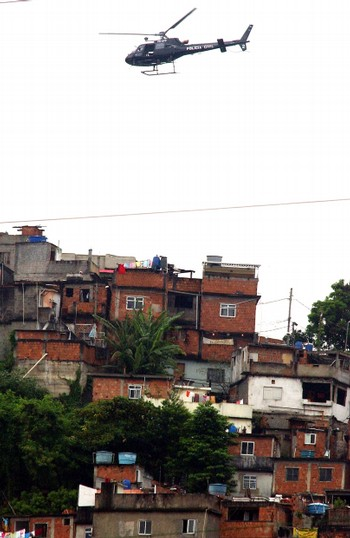
Favela.

Más allá de algunos de sus iconos más representativos, otra de las postales de la ciudad de Río de Janeiro son sus asentamientos irregulares, conocidos en Brasil como favelas. Asentamientos irregulares eran comunes en el siglo XIX y principio del siglo XX en Estados Unidos y Europa. Los asentamientos irregulares hoy en día son comúnmente encontrados en países en vías de desarrollo, pero también son encontradas en países desarrollados.
El singular aspecto geomórfico de la ciudad, con grandes morros (cerros) y vastas porciones de vegetación mezclándose con grandes edificaciones, contribuyó a que la división de clases en los distintos barrios mostrara límites poco claros: existe un gran número de favelas en barrios de clase media y alta, a pocos metros de suntuosas propiedades.
En 2004, Río de Janeiro tenía en su territorio 750 favelas, que representaban un área total de 42,89 km². Durante los cinco años anteriores, el área de ocupación de asentamientos informales creció en un 3,5%.
De acuerdo con esa misma fuente, en el período 1999/2004 hubo 356 favelas que mostraron un crecimiento de área (un 47,47%), 351 favelas que no alteraron la superficie ocupada (46,80%) y 43 que mostraron algún porcentaje de reducción (5,73%) debido al trabajo de organismos oficiales para mejorar la calidad de vida de los pobladores.
Sin embargo, una investigación del Instituto Municipal de Urbanismo Pereira Passos (IPP) difundida en enero de 2009 afirma que Río de Janeiro tiene 968 favelas, que representan un crecimiento de tres millones de metros cuadrados en una década.
Algunas de las favelas más conocidas de Río de Janeiro son Rocinha, Pavão-Pavãozinho, Vidigal y Dona Marta, en la Zona Sur de la ciudad, así como Cidade de Deus, en la Zona Oeste. Las más grandes son Fazenda Coqueiro, Nova Cidade (ambas en la Zona Oeste), Complexo do Alemão y Complexo da Maré (Zona Norte), listado que también incluye a Rocinha. Para una lista completa, véase la Wikipedia en portugués.
El término favela surgió en Brasil y se aplica genéricamente a las zonas pobres en el espacio centro-urbano. Sin embargo, en la década del '50, el Instituto Brasilero de Geografía y Estadística (IBGE) decidió por primera vez incluir los asentamientos irregulares en los censos poblacionales, y para ello trazó una definición de favela que incluye a las aglomeraciones humanas que poseen parcial o totalmente las siguientes características comunes: 
- Más de cincuenta casas.
- Tipo de vivienda: aglomeraciones donde predominan las casas de aspecto rústico o barracos.
- Condición jurídica de ocupación: terrenos de terceros o de desconocidos con construcciones sin licencia y sin fiscalización.
- Servicios públicos imprescindibles: ausencia parcial o total de red sanitaria, energía eléctrica, teléfono y agua corriente.
- Urbanización: falta de calles, casas sin matrículas y, por lo tanto, sin dirección.[6]

Según el Plan Maestro de la Ciudad de Río de Janeiro, de 1992, "favela es el área predominantemente habitacional, caracterizada por ocupación de la tierra por población de bajos ingresos, precariedad de la infraestructura urbana y de servicios públicos, vías estrechas y de alineación irregular, lotes de forma y tamaño irregular y construcciones no licenciadas, no acordes con los patrones legales”.

## Distribución
Favelas de la ciudad de Río de Janeiro, por Área de Planeamiento
| Área de Planeamiento      | N.º favelas | Área en 1999 | Área en 2004 | Variación |
| ------------------------- | ----------- | ------------ | ------------ | --------- |
| Total ciudad              | 750         | 41,46 km²    | 42,89 km²    | 3,5%      |
| AP1 – Centro              | 63          | 2,26 km²     | 2,28 km²     | 0,6%      |
| AP2 - Zona Sur            | 52          | 4,11 km²     | 4,10 km²     | -0,2%     |
| AP3 - Zona Norte          | 312         | 17,36 km²    | 17,75 km²    | 2,3%      |
| AP4 - Barra y Jacarepagua | 150         | 6,01 km²     | 6,29 km²     | 4,7%      |
| AP5 - Zona Oeste          | 173         | 11,71 km²    | 12,47 km²    | 6,4%      |

Barrios con más de un kilómetro cuadrado de favelas
| Barrio de Río de Janeiro | Zona de la ciudad | km² de favela | crecimiento 1999/2004 |
| ------------------------ | ----------------- | ------------- | --------------------- |
| Guaratiba                | Oeste             | 1,61 km²      | 0,29 km²              |
| Santa Cruz               | Oeste             | 1,43 km²      | 0,08 km²              |
| Senador Camará           | Oeste             | 1,82 km²      | 0,10 km²              |
| Campo Grande             | Oeste             | 1,09 km²      | 0,05 km²              |
| Praça Seca               | Oeste             | 1,08 km²      | 0,05 km²              |
| Paciência                | Oeste             | 1,60 km²      | 0,06 km²              |
| Complexo do Alemão       | Norte             | 1,86 km²      | 0,01 km²              |
| Jacarepaguá              | Oeste             | 1,84 km²      | 0,06 km²              |
| Bangu                    | Oeste             | 1,36 km²      | 0,05 km²              |
| Inhoaíba                 | Oeste             | 1,06 km²      | 0,01 km²              |
| Tijuca                   | Norte             | 1,04 km²      | -0,01 km²             |
| Costa Barros             | Norte             | 1,00 km²      | 0,00 km²              |

Favelas más grandes de Río de Janeiro
| Favela                            | Zona de la ciudad | km² de favela | crecimiento 1999/2004 |
| --------------------------------- | ----------------- | ------------- | --------------------- |
| Fazenda Coqueiro                  | Oeste             | 1,09 km²      | 0,02 km²              |
| Nova Cidade                       | Oeste             | 0,93 km²      | 0,01 km²              |
| Rocinha                           | Sur               | 0,86 km²      | 0,01 km²              |
| Morro do Alemão                   | Norte             | 0,55 km²      | -0,01 km²             |
| Rio das Pedras                    | Oeste             | 0,53 km²      | -0,01 km²             |
| Rio Piraquê                       | Oeste             | 0,41 km²      | 0,18 km²              |
| Favela da Antiga Fazenda Botafogo | Norte             | 0,47 km²      | 0,01 km²              |
| Vila do Vintém                    | Oeste             | 0,47 km²      | 0,00 km²              |

## Origen

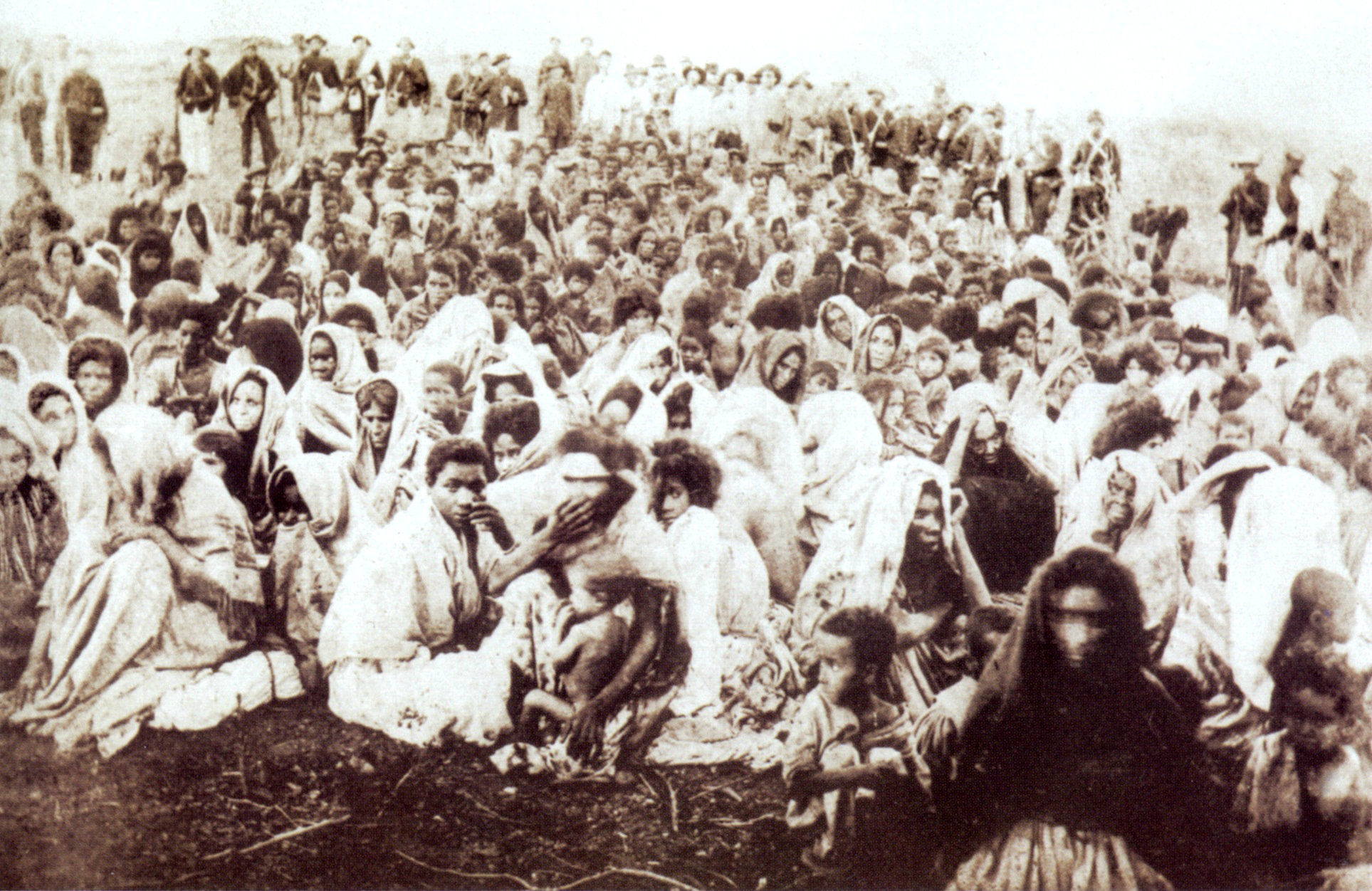
Sobrevivientes de la Guerra de Canudos.

Las primeras casas humildes ubicadas en cerros de la ciudad datan de 1865. Sin embargo, los primeros aglomerados urbanos conocidos como favelas aparecieron en Río de Janeiro tras la sangrienta Guerra de Canudos, como también luego de la ley del vientre libre en 1871, cuando la concentración de antiguos esclavos invadieron la ciudad luego de la abolición de la esclavitud. En esa época, la ciudad de Río de Janeiro se llenó de exesclavos en busca de trabajo y comenzó surgir una gran cantidad de complejos habitacionales en la parte céntrica, lo que hasta entonces era considerado el área más residencial de los cariocas, tornándose un importante sector concentrador de mano de obra. 
La guerra de Canudos tuvo lugar en la ciudad de Canudos, al noreste del estado de Bahía, entre 1893 y 1897. Según E. Preteceille y L. Valladares, en Canudos había un cerro llamado Morro das Favelas. Concluida la guerra, los soldados retornaron a Río de Janeiro y fueron autorizados para construir sus casas en un cerro que pasó a ser conocido como Morro da Favela (en el área central de la ciudad, actualmente Morro da Providencia). Cuando los soldados dejaron de recibir sus sueldos se popularizó en el lugar un prototipo habitacional de casas muy pequeñas y superpuestas unas a otras, construidas con materiales de desecho (como trozos de ladrillos, maderas y planchas de metal), con tierra aplanada como piso. A estas casas se las conoce en Brasil como "barracos". Estos aglomerados poblacionales fueron construidos al margen de cualquier planeamiento urbano y el gobierno municipal no se ocupó de suministrar servicios considerados imprescindibles.

## Toponimia
Favela es el nombre que le da a una planta que se encuentra en los morros, y cuando antiguamente subían los habitantes de Río de Janeiro a buscar frutas y flores para vender decían que regresaban de las favelas, de allí quedó el nombre de estos asentamientos de viviendas.

## Expansión

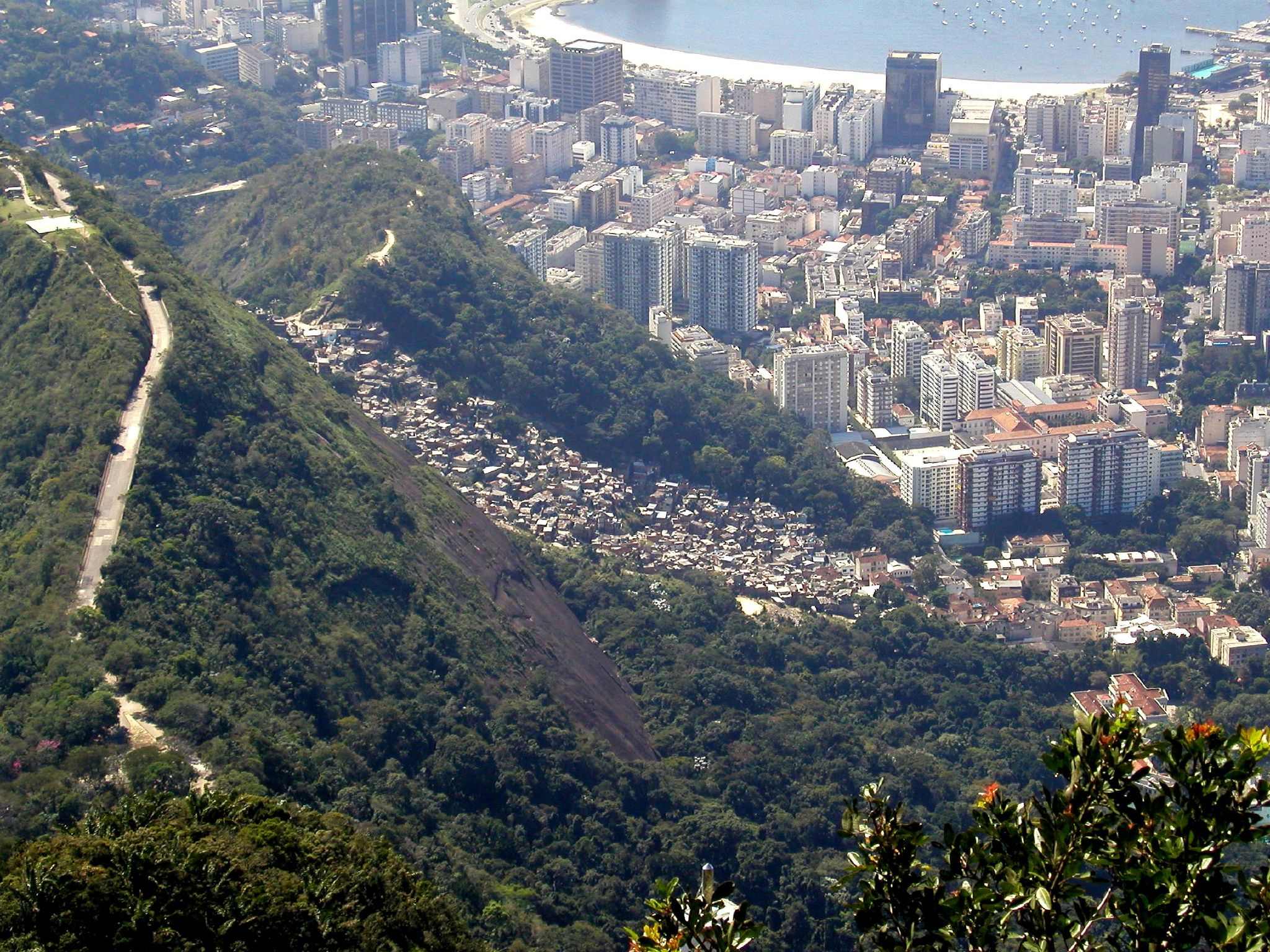
Favela Dona Marta, en la Zona Sur de la ciudad, vista desde el Corcovado.

Las reformas urbanas de Rio de Janeiro siempre tuvieron como objetivo la expansión de la misma, evitando destruir aquellos paisajes naturales que le otorgan su carácter propio. Hacia principios del siglo XX, la ciudad tenía serios problemas de falta de ubicación para nuevos habitantes, aunque no paraba de crecer. Entre 1903 y 1906, el prefecto Francisco Pereira Passos promovió una reforma urbana (el Plan Pereira Passos) que incluyó la demolición de numerosas construcciones (gran parte de ellas eran viviendas populares) y rigurosas normas urbanísticas,  la Zona Sur de la ciudad se convirtió en un tipo de foco urbano que contenía las comodidades nuevas de la época, factores que impulsaban el desplazamiento de las clases alta o ricas al Sur, entre ellas: la extensión y electrificación de los tranvías, la formación de playas, la construcción de túneles para el automóvil, etc. Así hablamos entonces de un proceso de valorización que genera como consecuencia una segregación de las clases más pobres, las cuales son desplazadas cada vez más lejos del centro de la ciudad.
A partir de 1910 las favelas se expandieron más intensamente y llegaron a la Zona Sur, aunque sus habitantes se vieron enfrentados a numerosos desalojos. Sin embargo, debido a la necesidad de los obreros de vivir cerca de su lugar de trabajo, los planes de erradicación no fueron exitosos ya que los trabajadores no accedían a asentarse en zonas lejanas y sin infraestructura de transporte.
Durante la primera mitad de siglo XX la ciudad se expandió y las favelas se desarrollaron en su interior. Se podía observar entonces un crecimiento vertical en el centro y la Zona Sur, mientras que en la Zona Norte la expansión se dio a través de construcciones horizontales, principalmente casas unifamiliares.
Según Márcia Pereira Leite, entre 1940 y 1980, cuando el país atravesó el “ciclo de oro” de su industrialización, el crecimiento de las favelas estuvo muy asociado a la migración interna. Se asistió a una expansión metropolitana y la formación de las periferias, las favelas eran prácticamente la única alternativa de vivienda para la población que llegaba a la ciudad, sin posibilidades de insertarse en el mercado formal de vivienda, sin embargo, en las décadas del '60 y '70, la creación de conjuntos habitacionales estaba asociada a la eliminación de las mismas. Los asentamientos irregulares eran redestinados a zonas distantes, mientras que la mayoría de los terrenos desocupados fueron ocupados por grandes emprendimientos inmobiliarios, para la edificación de departamentos lujosos. Desde la década de los ochenta, con el fallo del sistema público de construcción y financiamiento de viviendas populares, y la crisis del modelo desarrollista, el número de favelas y de su población sigue aumentando de manera progresiva, pero esta vez resultado de tres factores: el creciente déficit habitacional, los altos índices de desempleo y el empobrecimiento de la población urbana.

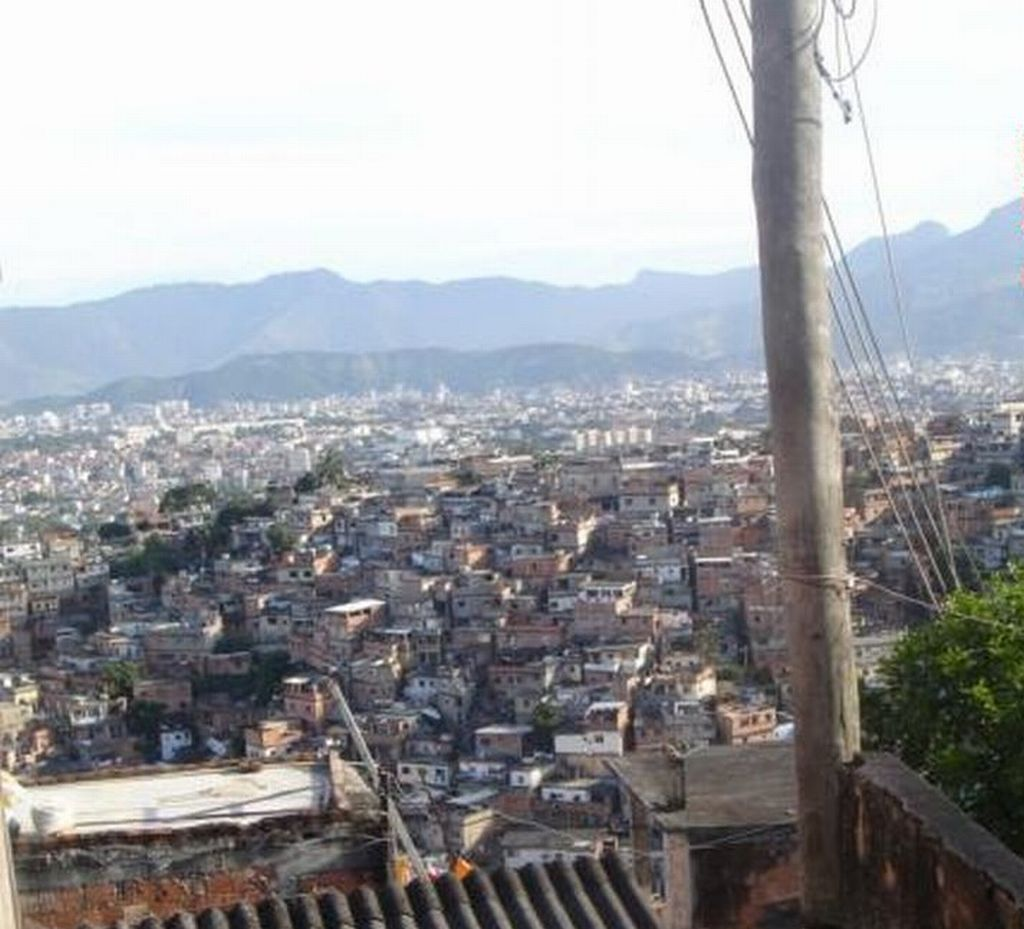
Favela de Alemão.

El investigador del Instituto Pereira Passos (IPP) Paulo Bastos Cezar señaló que el actual ritmo de ocupación de Río de Janeiro hará que, en 2024, los condominios de Jacarepaguá estén todos cercados por favelas. De acuerdo con el investigador, el barrio tenía 113.227 habitantes de favelas en 2002, lo que representa el 22 por ciento de los 506.760 habitantes de Jacarepaguá. Sin embargo, “la población de las favelas creció al 12,53 por ciento anual, mientras que la población normal (sic) áumentó una media del 2 por ciento en los últimos cuatro años”. Esto se debe a que gran parte de la población favelada presta servicios en el vecino barrio de Barra da Tijuca. Dado que Barra muestra un alto crecimiento poblacional, también genera una demanda de servicios poco calificados que atrae cada vez más población de baja renta en busca de puestos laborales.
Una investigación divulgada por el IPP en enero de 2009 afirma que Río de Janeiro ostenta 968 favelas, 218 más que en 2004, que ocupan tres millones de metros cuadrados más que en del área territorial que ocupaban en 1999. Según el IPP, las favelas pasaron a ocupar el 3,7 por ciento del territorio municipal.
La medida más polémica del gobierno estatal conjuntamente con la prefectura fue el inicio de la construcción, en marzo de 2009, de un muro de cemento de casi 650 metros de extensión por tres de altura en la favela situada en el Morro Dona Marta, en Botafogo, en la Zona Sur. Una nota oficial del gobernador Sérgio Cabral señaló: “Estamos invirtiendo en el orden público, enfrentando el tráfico de drogas e imponiendo límites al crecimiento desordenado". El programa también incluiría a Rocinha y otras favelas de la Zona Sur.
En los últimos veinte años se han llevado a cabo varias políticas de urbanización de las favelas. Hoy en día, en casi todas ellas la mayoría de las casas son de material y tienen servicio de agua, sistemas cloacales, luz, trazado de calles, tomas de aguas de lluvia y recolección de basura. Casi todas tienen un comercio local diverso en las favelas mayores y más consolidadas. Las más antiguas tienen guarderías, geriátricos o casas para asistir ancianos, y plazas o espacios de reunión u ocio. En algunas, la posesión o propiedad de la tierra fue regularizada. Aun así, al día de hoy, los servicios públicos no fueron universalizados en estos barrios, y los que existen son de una calidad menor a los del resto de Rio de Janeiro. Además, su funcionamiento y expansión están condicionadas por las decisiones, a partir de conveniencias propias, de los titulares al poder. Estos hechos nos dan una breve idea de los avances llevados a cabo para tratar de urbanizar o mejorar las zonas más precarias de la ciudad pero también dan noción del largo camino que aun falta por recorrer para poder llegar a una situación ideal. 

### El crecimiento en números

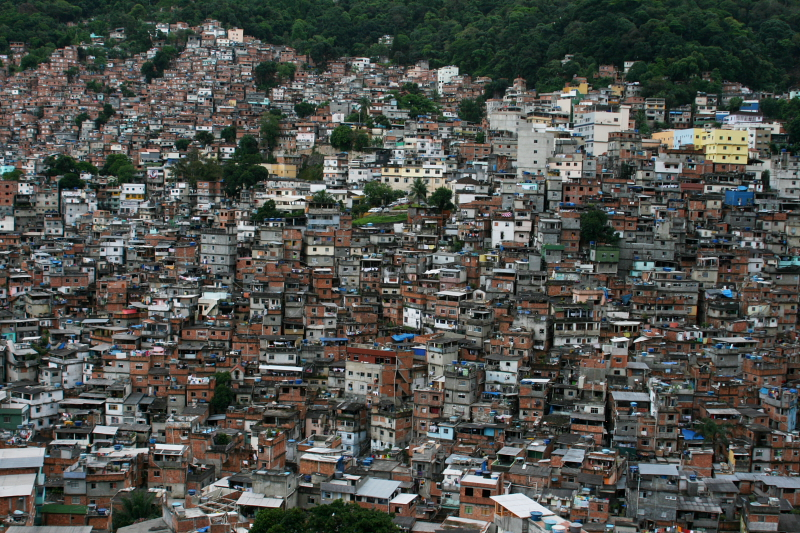
Rocinha.

- En 1950, las favelas eran un fenómeno de las áreas centrales de la ciudad. Las zonas Centro, Sur y Tijuca (no debe confundirse con Barra da Tijuca) concentraban el 58% de la población residente en favelas, la Zona Norte el 38% y la Zona Oeste apenas el 4% del total.

- A partir de 1960, la Zona Norte se convirtió en el área de mayor concentración, con el 54% de la población de favela, primacía que se mantuvo hasta 2000, cuando el porcentaje de la Zona Norte alcanzó el 50% del total.

- En tanto, las zonas de Barra y Jacarepaguá (que no tenían favelas en 1950) pasaron a concentrar en 2000 el 13% de la población de favela en la ciudad, mientras que la Zona Oeste llegaba al 16% y el Centro, la Zona Sur y Tijuca sumaban el 20%.[14]

En la siguiente tabla se mencionan las principales favelas de Río de Janeiro, que además son consideradas como "barrios" de la ciudad.
| Favelas-Barrios                 | Población Censo 2000 | Domicilios Censo 2000 |
| ------------------------------- | -------------------- | --------------------- |
| Acari                           | 24.650               | 6.808                 |
| Cidade de Deus                  | 38.016               | 10.866                |
| Complexo da Maré (16 favelas)   | 113.807              | 33.211                |
| Complejo de Alemão (16 favelas) | 65.026               | 18.245                |
| Jacarezinho                     | 36.459               | 10.689                |
| Mangueira                       | 13.594               | 3.738                 |
| Manguinhos                      | 31.059               | 8.942                 |
| Parada de Lucas                 | 23.269               | 6.953                 |
| Parque Columbia                 | 9.194                | 2.684                 |
| Rocinha                         | 56.338               | 16.999                |
| Vidigal                         | 9.943                | 2.567                 |
| Vigário Geral                   | 39.563               | 11.510                |
| Vila Cruzeiro                   | 19.511               | 5.593                 |

Además de Río de Janeiro, todas las grandes ciudades brasileñas presentan este tipo de poblamiento informal: Belo Horizonte presenta el Aglomerado da Serra de 46.000 habitantes; Uberlândia tiene a São Francisco (3.000 ha.); São Paulo a Paraisópolis (80.000 a 100.000 ha.) y Vila Heliópolis (100.000 a 125.000 ha.).

## Estado de pobreza

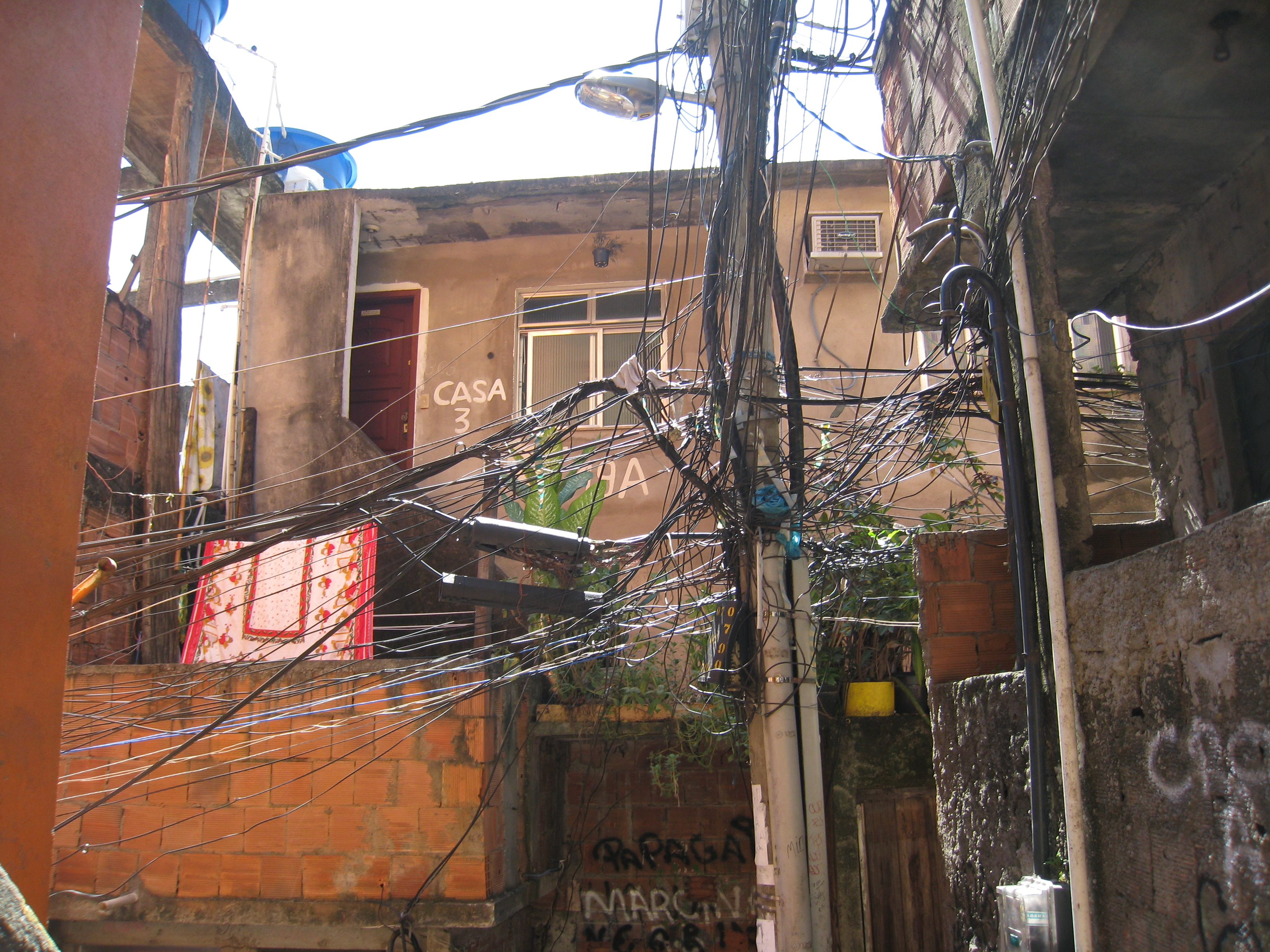
Conexión ilegal al tendido eléctrico en Rocinha.

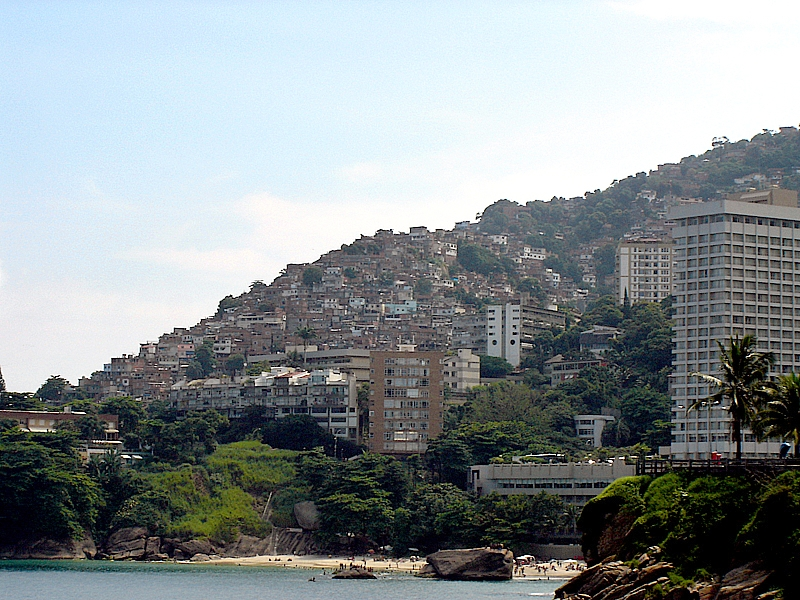
Los contrastes de Río: la favela Vidigal junto al Hotel Sheraton.

Aproximadamente dos de cada tres habitantes de la ciudad que se encuentran debajo el estado de pobreza (entendida como la población con renta domiciliar per cápita inferior al salario mínimo medio R210) sí residen en favelas.
Al comparar las Regiones Administrativas de la ciudad que albergan las grandes favelas cariocas (Rocinha, Jacarezinho, Maré y Complexo do Alemão) con los municipios de la Región Metropolitana de Río, surge que la proporción de personas debajo de la línea de pobreza en esas favelas generalmente es inferior a la proporción encontrada en los municipios de la Baixada Fluminense y los municipios más periféricos. Esas Regiones Administrativas tienen:
- Rocinha: 22% de la población debajo de la línea de pobreza
- Maré: 24%
- Jacarezinho: 27%
- Complexo do Alemão: 29 %

En tanto, presentan porcentuales más elevados los municipios Japeri (39%), Queimados (31%), Belford Roxo (30%), Itaboraí y Seropédica (29%), y Duque de Caixas y Guapimirim (27%).

## Analfabetismo
De los habitantes de Río de Janeiro que no viven en favelas, el 3% de las personas de 15 años de edad o más no están alfabetizadas. La misma tasa en los pobladores de las favelas alcanza al 10%.
No obstante, si se consideran sólo las personas nacidas en Río de Janeiro, la tasa de analfabetismo en la favela cae al 5%, mientras que en las áreas que no son favela baja al 2%.

## Galería de imágenes

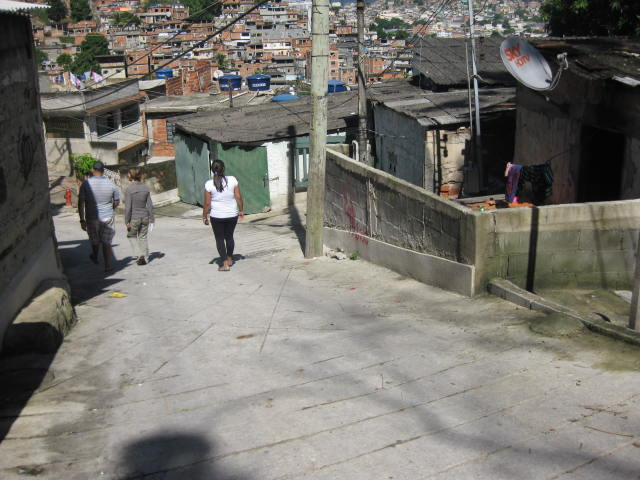
Favela Matinha, en el Complexo do Alemão.
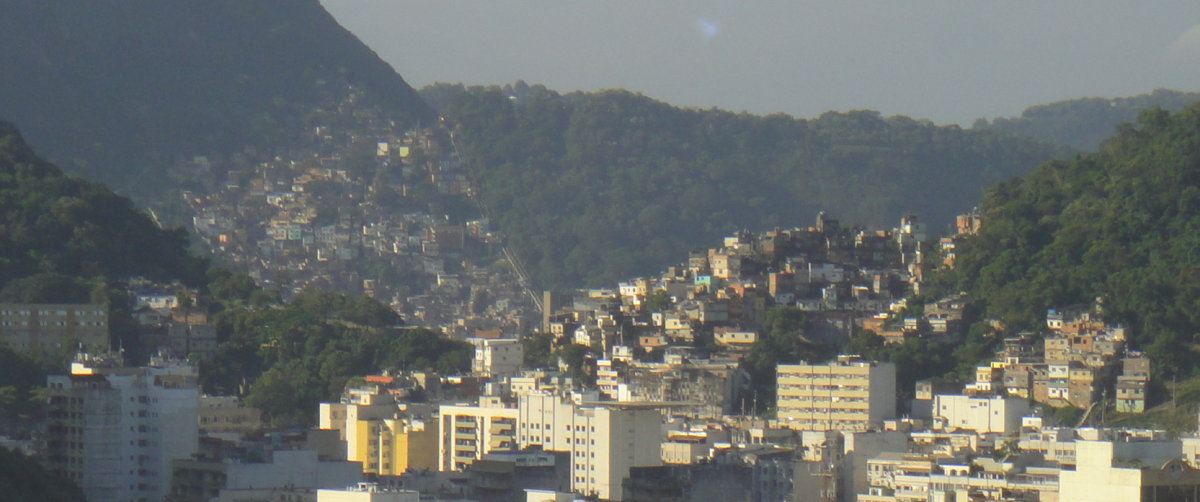
Ladeira dos Tabajaras; detrás, Santa Marta.
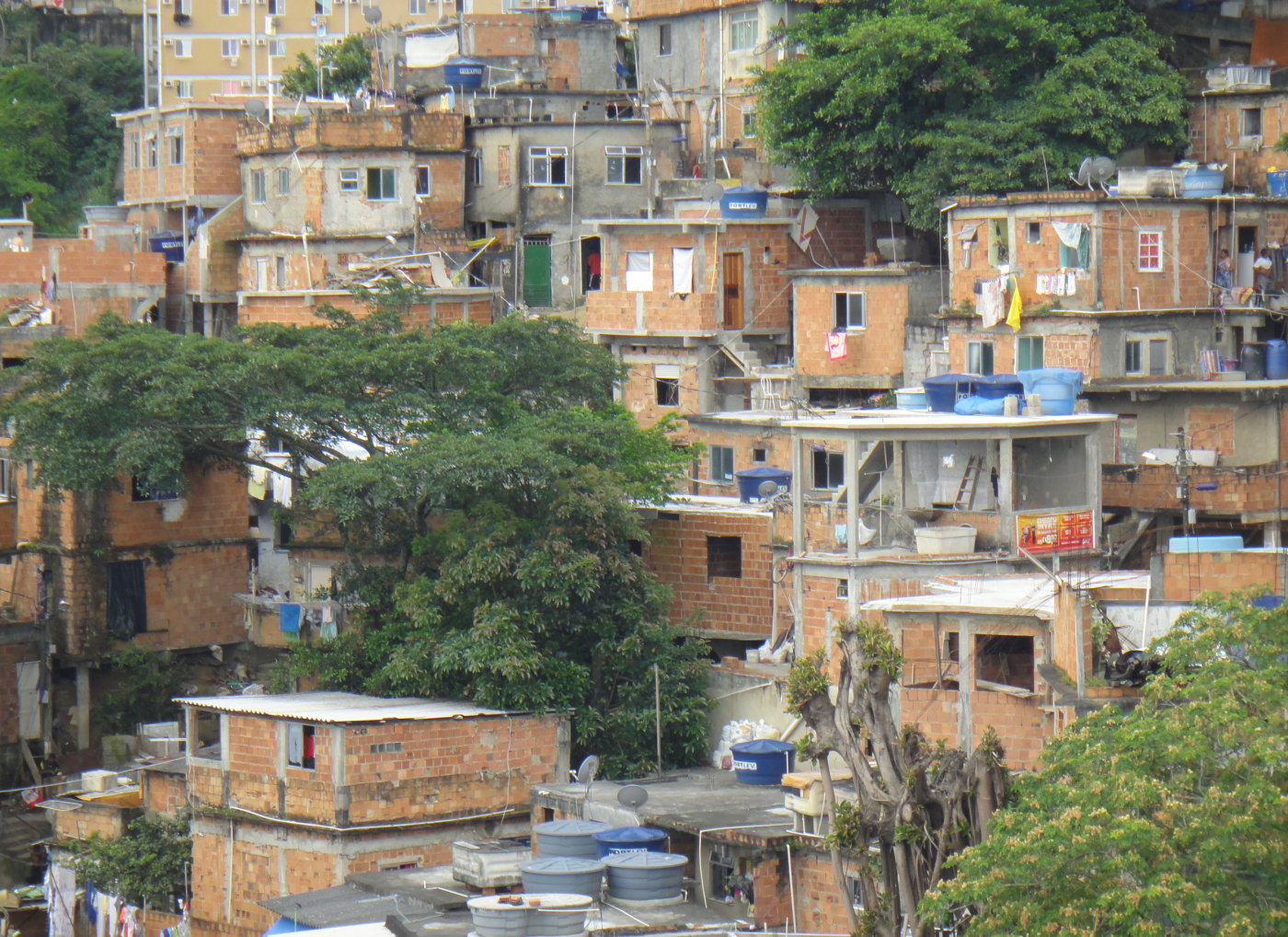
Favela Cantagalo.
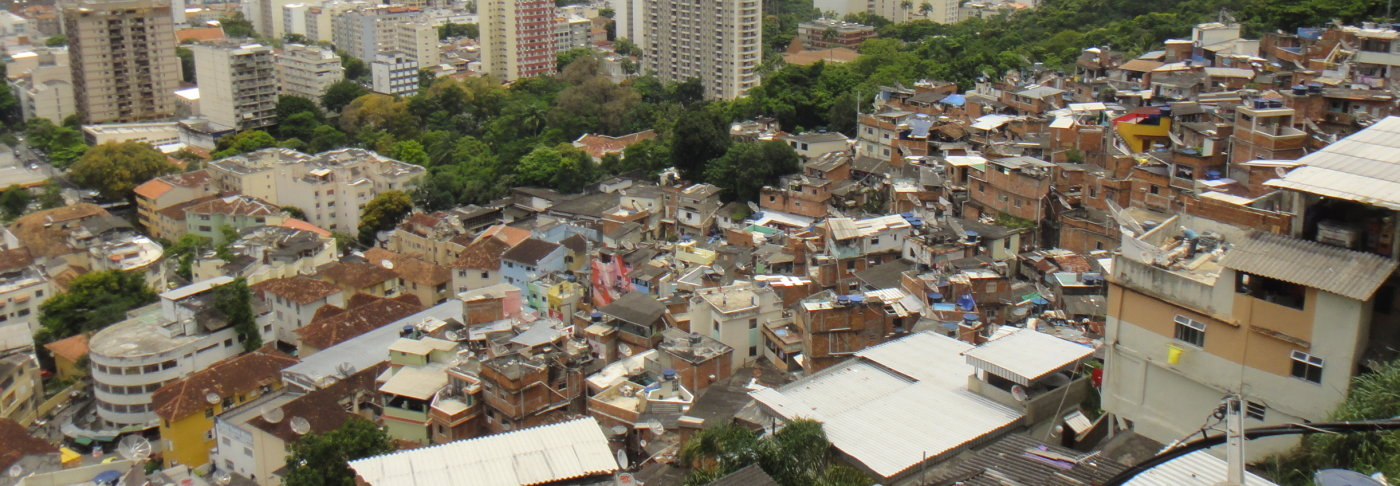
Favela Santa Marta.
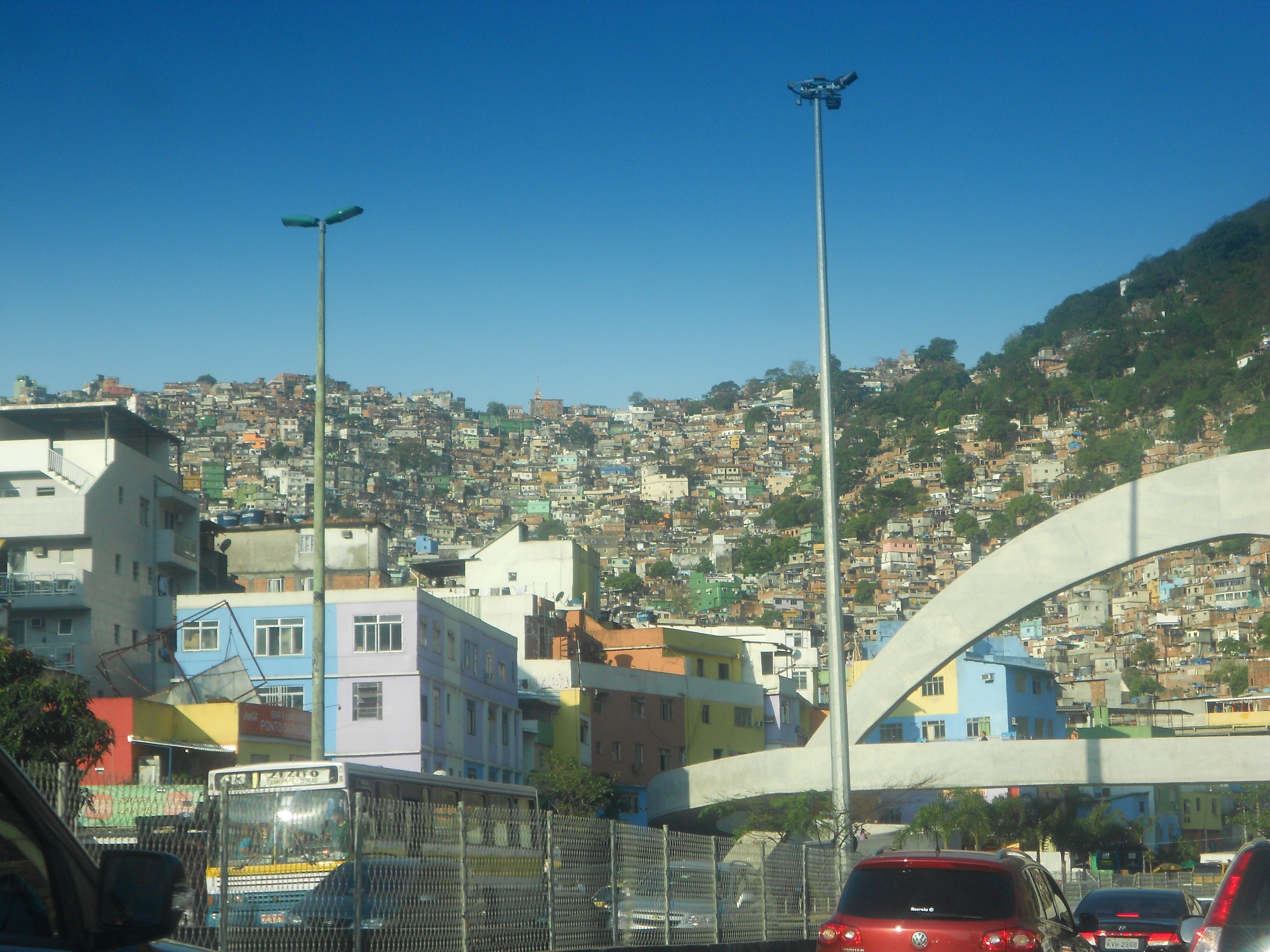
Favela Rocinha.
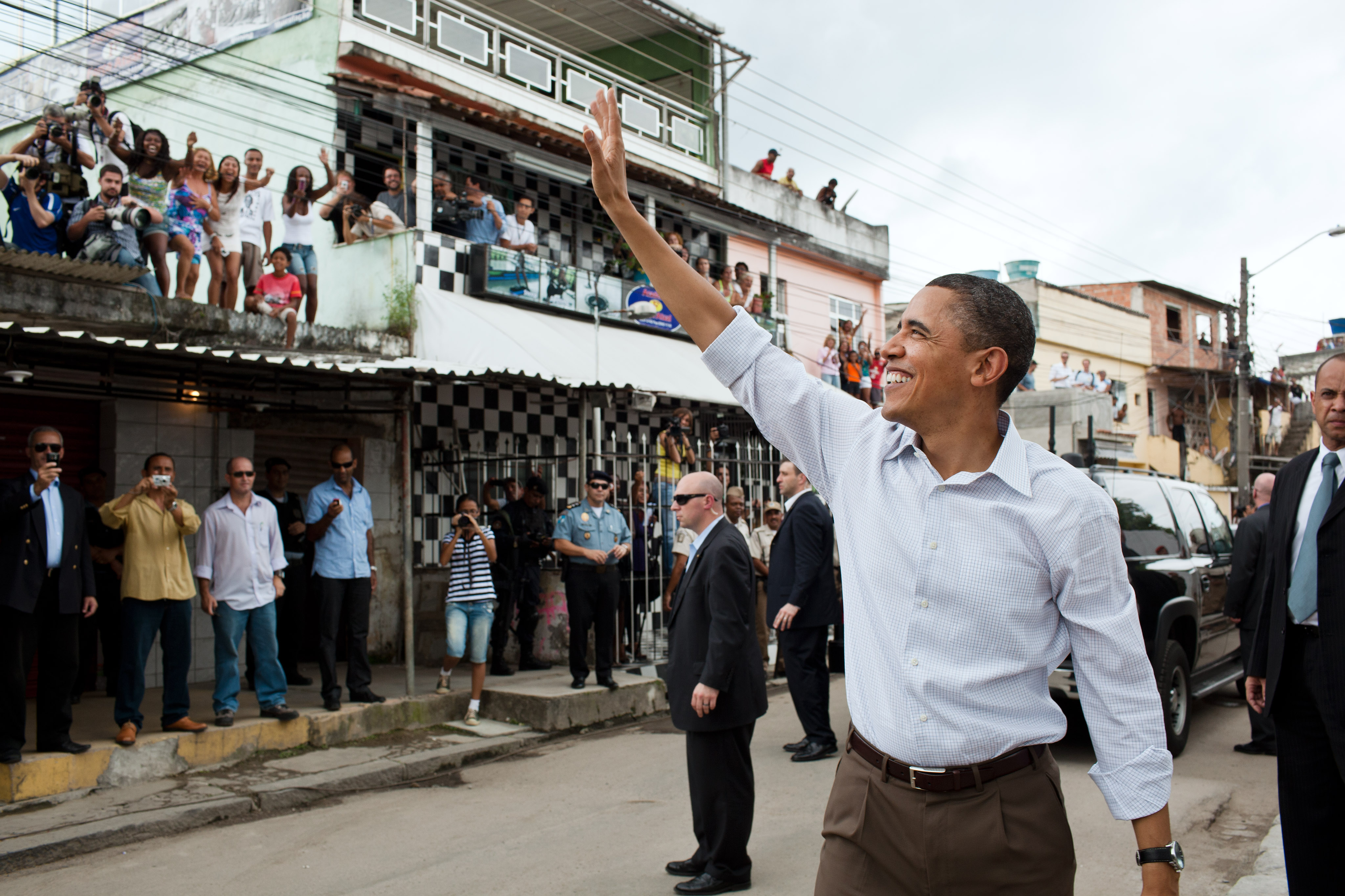
Barack Obama en Cidade de Deus.
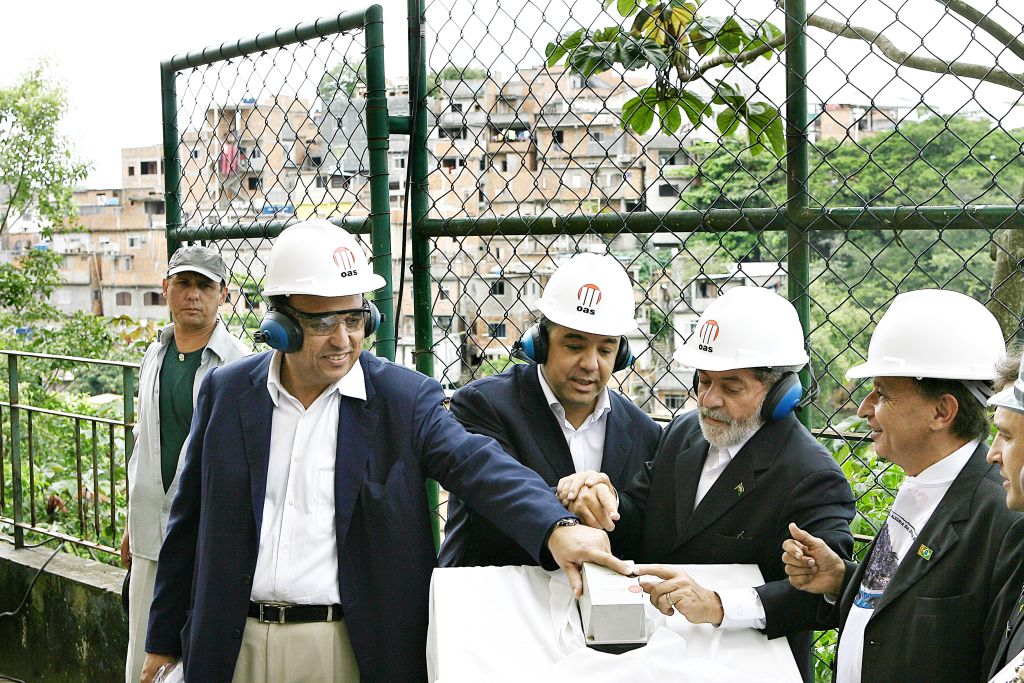
Lula Da Silva en Cantagalo.
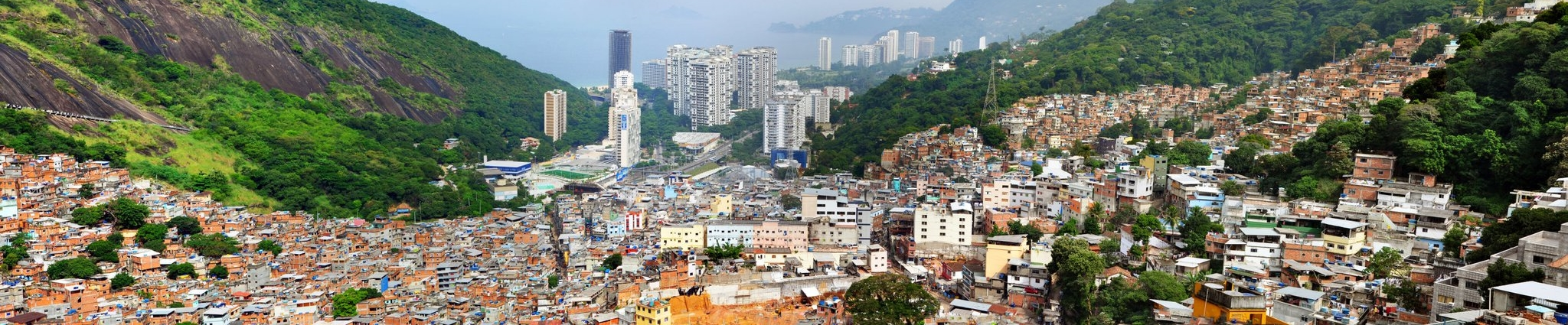
Panorama de Rocinha.
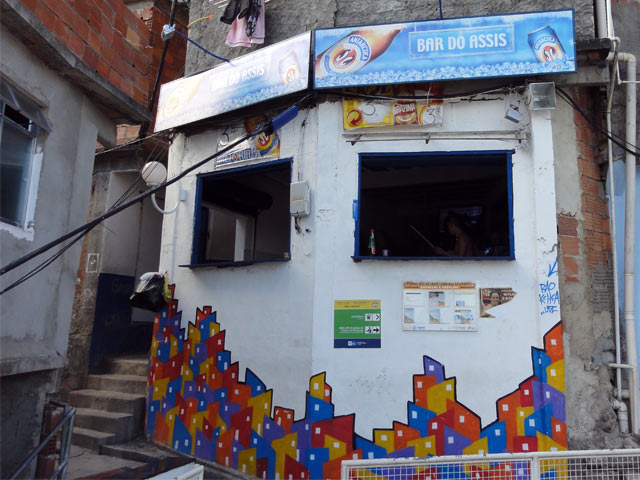
Bar do Assis, en favela Santa Marta.
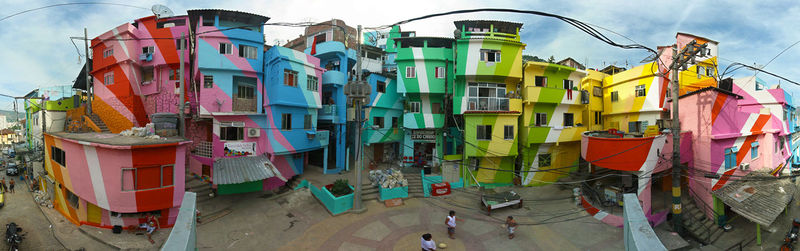
Praça Cantão, en favela Santa Marta.
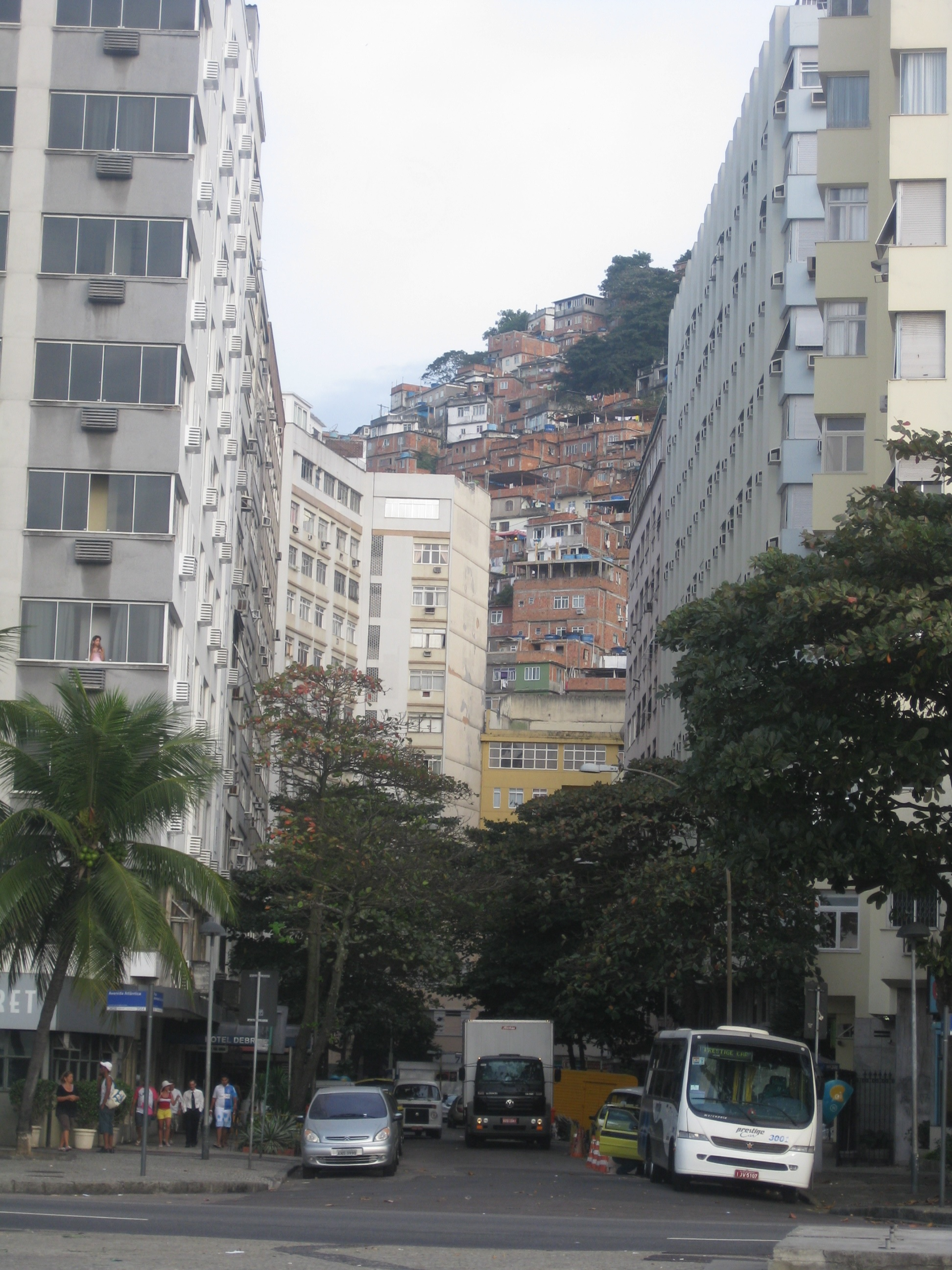
Favela en Leme.